# Spionsatellit

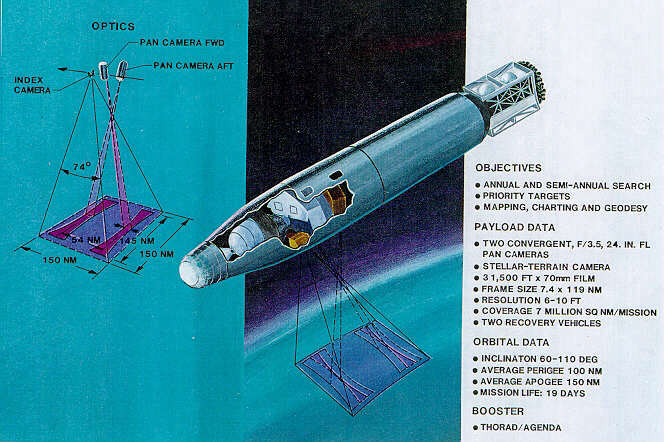
Den amerikansk spionsatellit i Coronaprogrammet. Satelliten fotograferade jordytan på fotografisk film som i en kapsel återvände till jorden.

En spionsatellit är en observationssatellit som uppskjuts för militära eller spioneriändamål. 
Spionsatelliter kan användas för att fotografera eller att avlyssna främmande länder. Fram till 1970-talet och till och med 1980-talet brukade fotograferade spionsatelliter skjuta ut behållare med fotografisk film som föll till Jorden och fångades upp efter att fallskärmar fällts ut för att sänka hastigheten.
I USA är tillgänglig information från National Reconnaissance Office huvudsakligen begränsad till program som fanns före 1972. Det avhemligade materialet har visat sig värdefullt för forskningen inom flera ämnen. Senare program är hemliga, så de uppgifter som finns tillgängliga för allmänheten är få och bristfälliga.